# Engels voetbalelftal (mannen)
Het Engels voetbalelftal (Engels: England national football team) vertegenwoordigt Engeland, en niet het gehele Verenigd Koninkrijk, in internationale voetbalcompetities, zoals het WK en het EK.
Elk van de vier Home Nations (Engeland, Schotland, Wales en Noord-Ierland) heeft een eigen voetbalbond, een eigen competitie en een eigen nationaal elftal. Engeland is van de vier veruit de succesvolste.
In 1966 werd Engeland wereldkampioen in eigen land. Daarna verloor het nog vier keer in de halve finales van een groot internationaal toernooi (EK 1968, WK 1990, EK 1996 en WK 2018) en pas op het EK 2020 en EK 2024 werd weer de finale gehaald.

## Geschiedenis

### De beginjaren
Het Engels voetbalelftal is samen met dat van Schotland het oudste van de wereld. Zij speelden de eerste interland ter wereld in 1872, de wedstrijd eindigde in een 0-0 gelijkspel tegen Schotland. Reeds op 5 maart 1870 stonden de teams al tegenover elkaar in The Oval maar deze wedstrijd wordt door de FIFA niet erkend omdat het Schotse team enkel bestond uit Schotten die in Londen woonden. De wedstrijd eindigde op 1-1 en er volgden nog 4 wedstrijden in The Oval tot februari 1872 alvorens de eerste officiële interland gespeeld werd op 30 november 1872. Het volgende jaar won Engeland met 4-2. In 1878 versloeg Schotland Engeland met 7-2 in Hampden Park in Glasgow, een record dat tot 1955 stand hield toen Engeland Schotland met 7-2 vernederde.
In het seizoen 1883/1884 vond de eerste interland-competitie plaats, het British Home Championship met als tegenstanders Schotland, Wales en in eerste instantie Ierland. De competitie duurde voort tot het seizoen 1983/1984, Engeland won de titel 54 keer, waarvan 20 keer een gedeelde plaats. De eerste interland buiten het Verenigd Koninkrijk vond in 1908 plaats tijdens een toernooi in Centraal-Europa. In 1900, 1908 en 1912 won Engeland onder de naam Groot-Brittannië de Olympische Spelen. De FA-bond leefde in onmin met de FIFA over het toelaten van profspelers in internationale toernooien en daarom kon Engeland zich niet inschrijven voor de eerste drie WK's in de jaren dertig.

### 1948–1964: Geen succes op eerste vier WK's

#### WK 1950

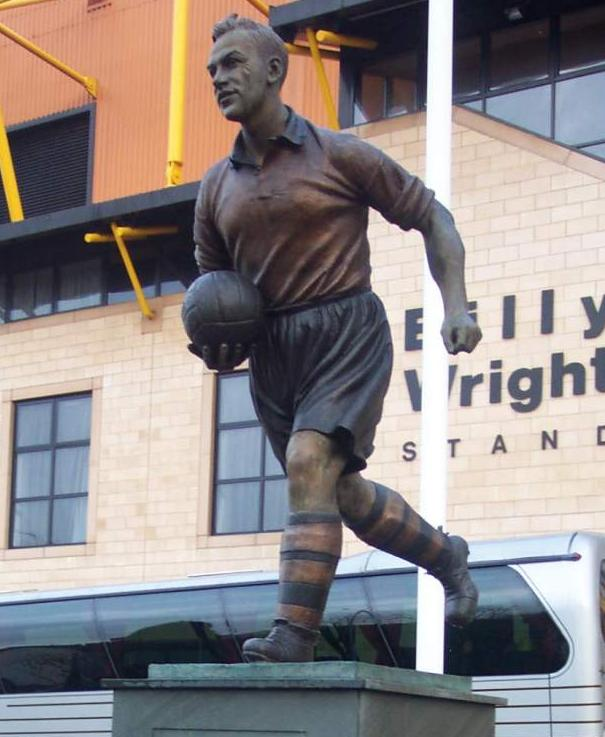
Standbeeld van Billy Wright

In 1946 sloot Engeland zich weer aan bij de FIFA en schreef zich in voor het WK van 1950 in Brazilië. Engeland was ingedeeld in een poule met alle Britse ploegen en won alle wedstrijden. Bekende spelers waren de inmiddels 35-jarige vleugelspeler Stanley Matthews en aanvoerder Billy Wright. Voor het WK leed Engeland zijn eerste nederlaag tegen een niet-Brits team, het verloor met 0-2 van Ierland. De voorbereiding op het toernooi was niet professioneel, het hotel had geen trainingsfaciliteiten en Matthews miste de eerste wedstrijd, omdat hij op een toernooi speelde met een ander Brits team. Engeland begon het toernooi met een 2-0 zege op Chili en moest aantreden tegen de Verenigde Staten, Matthews was weer beschikbaar, maar werd gespaard voor de belangrijke wedstrijden. Het Amerikaanse team bestond vooral uit semi-profs, spits Gaetjens was oorspronkelijk een Haïtiaan en kreeg vlak voor het WK een Amerikaans paspoort. In Belo Horizonte schoten de Engelsen vier keer op paal en lat, waarna Gaetjens de score opende voor de Amerikanen. In de tweede helft kwam Engeland niet verder dan een niet gegeven strafschop en een afgekeurd doelpunt. De Verenigde Staten hield de 1-0 voorsprong vast en zorgde voor de grootste verrassing van het toernooi. Engeland kreeg nog een kans om zich te plaatsen voor de finale-poule, maar met Matthews leed Engeland in het Maracanã stadion een tweede nederlaag tegen Spanje. Spanje won met 1-0 door een doelpunt van Telmo Zarra en plaatste zich voor de finale-poule.

#### WK 1954

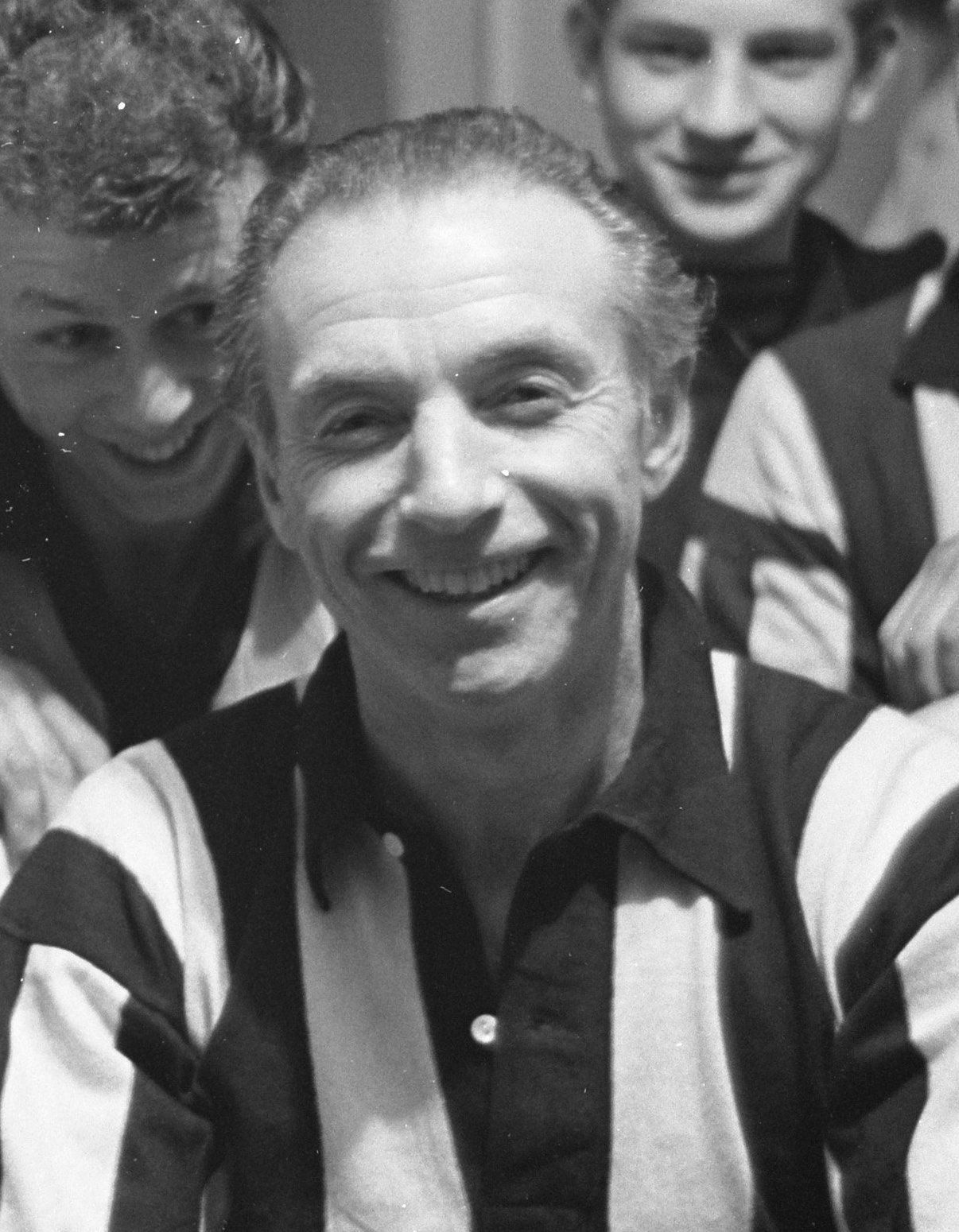
Stanley Matthews

Engeland plaatste zich opnieuw voor het WK door alle wedstrijden te winnen in een volledig Britse groep. De verwachtingen het WK te winnen waren nu veel gereserveerder door twee duidelijke nederlagen tegen olympisch kampioen Hongarije bijgenaamd de "Magische Magyaren". Engeland verloor met 3-6 in het Wembley Stadium en de return in Boedapest leverde een 7-1 nederlaag op, tot op heden de grootste nederlaag van het Engelse team. Engeland was ingedeeld in een groep met Italië, Zwitserland en België, het schema bepaalde dat Engeland en Italië geplaatst waren en niet tegen elkaar speelden, bij een gelijk aantal punten moest een beslissingswedstrijd gespeeld worden. De eerste wedstrijd tegen België eindigde in een 3-3 gelijkspel, er moest verlengd worden. In de verlengingen kwam Engeland op een 4-3 voorsprong, maar België kwam langszij door een eigen doelpunt van Jimmy Dickinson: 4-4. De tweede wedstrijd tegen gastland Zwitserland werd met 2-0 gewonnen en Engeland plaatste zich voor de kwartfinales. In de kwartfinales werd met 4-2 verloren van regerend wereldkampioen Uruguay. De inmiddels 39-jarige Stanley Matthews was opnieuw gespaard in de groepswedstrijden en speelde wel mee, maar kon de nederlaag niet verhinderen.

#### WK 1958
Matthews nam nog deel aan de kwalificatie-wedstrijden voor het WK van 1958 en nam op 42-jarige leeftijd afscheid van het Britse team, hij zou stoppen met zijn profcarrière op 50-jarige leeftijd. Een 1-1 gelijkspel tegen Ierland was genoeg om zich te plaatsen, John Atyeo voorkwam met zijn doelpunt een nederlaag en een beslissingswedstrijd tegen Ierland. Engeland nam ernstig verzwakt deel aan het WK, internationals van Manchester United kwamen om het leven bij de vliegramp van München. De 20-jarige Bobby Charlton overleefde de ramp wel en nam deel aan de selectie, hij zou nog niet spelen. Engeland was ingedeeld in een poule met de nummer drie van het laatste WK Oostenrijk, olympisch kampioen de Sovjet-Unie en Brazilië. Het begon het WK in Zweden met twee gelijke spelen tegen de Sovjet-Unie (2-2 na een 2-0 achterstand) en Brazilië. Een zege tegen het puntloze Oostenrijk zou kwalificatie opleveren voor de kwartfinales, maar men kwam niet verder dan een 2-2 gelijkspel. Engeland moest een beslissingswedstrijd spelen tegen de Sovjet-Unie en verloor met 1-0.

#### WK 1962
Engeland plaatste zich zonder problemen voor het WK in 1962, het won de beslissende wedstrijd tegen Portugal met 2-0. In de groepswedstrijden in Chili werd verloren van Hongarije (2-1), gewonnen van Argentinië (3-1) en doelpuntloos gelijk gespeeld tegen Bulgarije. Engeland eindigde als tweede door een beter doelsaldo dan Argentinië. In de kwartfinale verloor Engeland met 3-1 van regerend wereldkampioen Brazilië mede door twee doelpunten van Garrincha in de tweede helft. De wedstrijd is beroemd geworden, doordat Jimmy Greaves een loslopende hond ving.

#### EK 1964
Na dit weinig succesvolle WK werd oud-international Alf Ramsey aangesteld als de nieuwe coach om het team voor te bereiken voor het WK in 1966, dat in eigen land gehouden zou worden. Zijn eerste test waren twee wedstrijden tegen Frankrijk in de eerste ronde voor het EK van 1964. Na een 1-1 gelijkspel in de thuiswedstrijd verloor Engeland de return met 5-2.

### 1966–1970: Wereldkampioen op Wembley

#### WK 1966

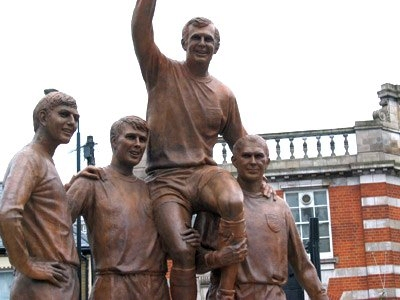
standbeeld Bobby Moore, op de schouders na het veroveren van de WK-titel

Na vier mislukte WK's werd in eigen land de wereldtitel verwacht van de Engelsen. Bekende spelers waren naast Bobby Charlton en spits Jimmy Greaves keeper Gordon Banks, de onverzettelijke middenvelder Nobby Stiles en verdediger/aanvoerder Bobby Moore. In de eerste wedstrijd kwam Engeland niet verder dan een 0-0 gelijkspel tegen het massaal verdedigende Uruguay. Daarna werd gewonnen van Mexico, waarbij Bobby Charlton de wedstrijd openbrak met een daverend afstandsschot. De wedstrijd tegen Frankrijk werd ook met 2-0 gewonnen door twee doelpunten van Roger Hunt en zonder tegendoelpunten haalde Engeland de kwartfinales. De kwartfinale tegen Argentinië was een onaangenaam duel, waarbij de Argentijnse aanvoerder Rattin in de 37e minuut door de Duitse scheidsrechter Kreitlein van het veld gestuurd omdat hij brutaal geweest zou zijn tegen hem, terwijl de scheidsrechter geen Spaans sprak en hem dus niet kon verstaan. Rattín weigerde het veld te verlaten omdat hij dacht dat de scheidsrechter in het voordeel van de Engelsen floot, twee politiemensen moesten hem van het veld sturen. Geoff Hurst, de vervanger van Jimmy Greaves scoorde in de 78e minuut het winnende doelpunt. Na afloop mochten de Engelse spelers van coach Alf Ramsey geen shirtjes wisselen en hij noemde de Argentijnen beesten. In een veel positiever duel werd Portugal in de halve finale met 2-1 verslagen, Bobby Charlton scoorde beide doelpunten. De finale tegen West-Duitsland was een spannend duel met wisselende kansen voor beide teams, Engeland kwam met 0-1 achter en wist een voorsprong van 2-1 te bewerkstelligen door doelpunten van Geoff Hurst en Martin Peters. Eén minuut voor tijd scoorde Wolfgang Weber de gelijkmaker. De verlenging van de finale van 1966 werd bekend om twee doelpunten van Geoff Hurst. Zijn eerste goal in de verlengingen zorgt tot op heden nog voor controverse. Hurst trapte de bal tegen de onderkant van de lat, waarna het leer tegen de grond botste. Scheidsrechter Gottfried Dienst zag de fase niet, maar lijnrechter Tofik Bahramov keurde het doelpunt goed. De televisiebeelden brachten geen uitsluitsel. Wetenschappers van Oxford University hebben de fase jaren later geanalyseerd en menen dat de bal niet volledig over de lijn was.

#### EK 1968

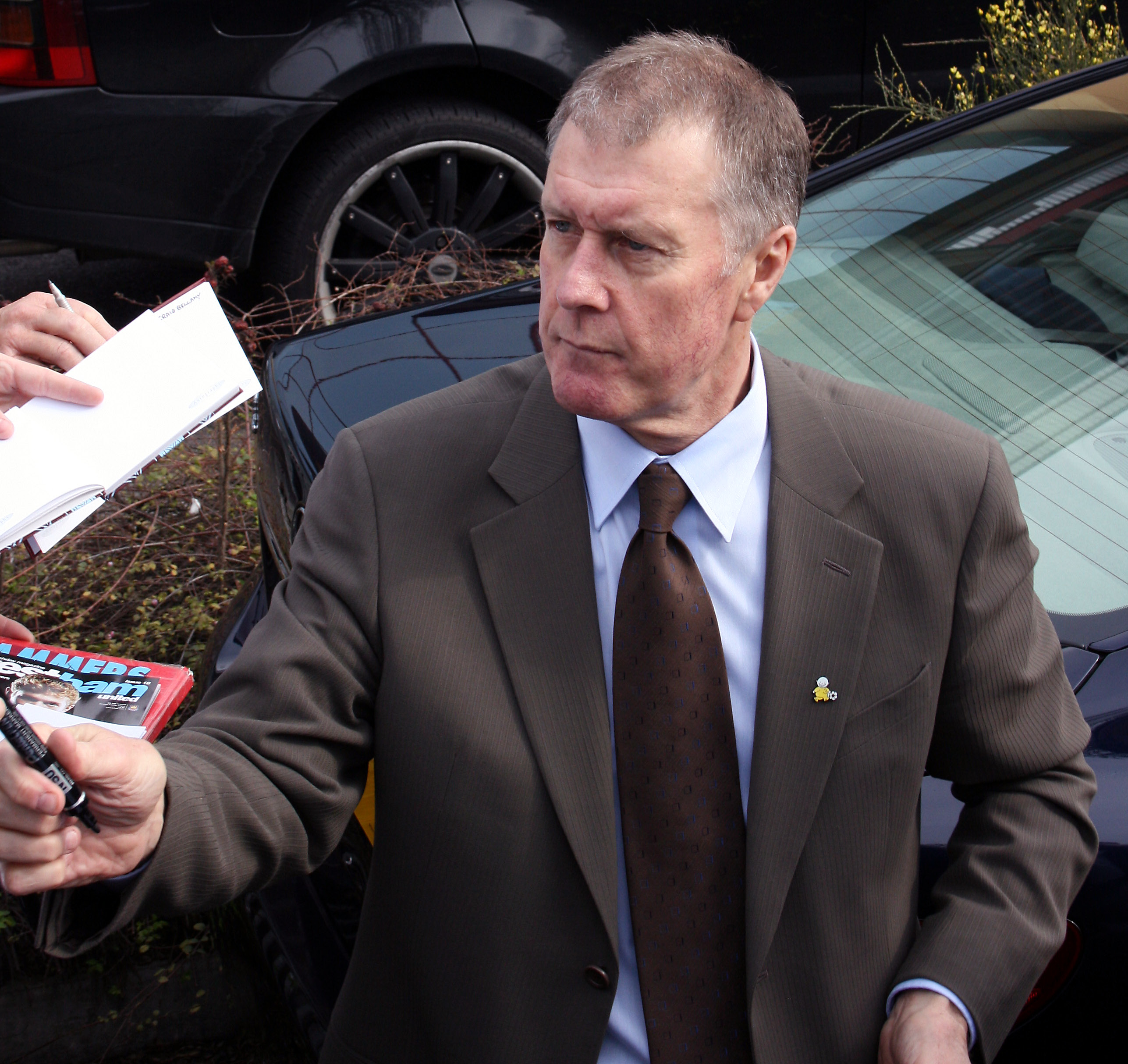
Geoff Hurst

Voor het EK van 1968 nam de UEFA een oud idee van de FIFA over, alle Britse ploegen zaten in één groep. De kersverse wereldkampioen verloor in eigen huis met 2-3 van Schotland. Engeland won alle wedstrijden van Noord-Ierland en Wales en omdat Schotland tegen deze ploegen punten verspeelden had Engeland genoeg aan een gelijkspel om zich te plaatsen voor de kwartfinales. Voor 134.000 toeschouwers (een record voor het Europese voetbal) hield Engeland de Schotten op 1-1. In de kwartfinales versloeg de Wereldkampioen de Europese kampioen Spanje, in Londen werd met 1-0 gewonnen (doelpunt: Bobby Charlton), in Madrid met 1-2 (doelpunten: Peters en Hunter). Engeland plaatste zich voor de eindronde in Italië, waar vier ploegen aan deelnamen. De halve finale tegen Joegoslavië was een hard duel, waar het venijn in de staart zat: Dragan Džajić scoorde voor Joegoslavië uit een individuele actie, waarna Alan Mullery als eerste Engelse speler ooit uit het veld werd gestuurd. Engeland eindigde op de derde plaats door met 2-0 van de Sovjet-Unie te winnen, de doelpunten werden gescoord door Bobby Charlton en Geoff Hurst.

#### WK 1970

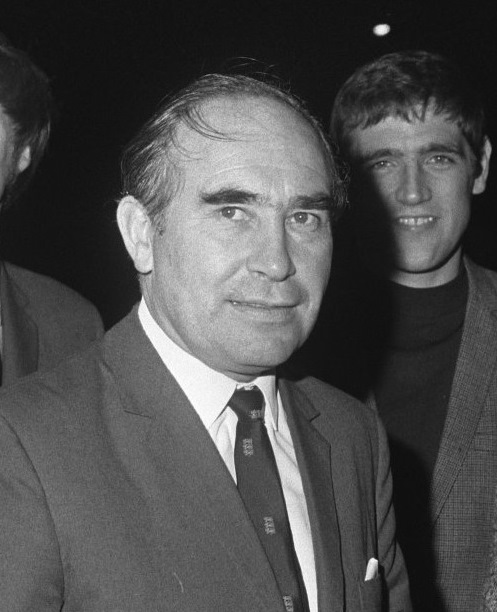
Alf Ramsey in 1969 als bondscoach

Engeland was regerend wereldkampioen en hoefde zich niet te plaatsen voor het WK in Mexico, acht van de elf spelers die in 1966 wereldkampioen werden zaten nog steeds in de selectie. De voorbereiding op het toernooi was rommelig, na een vriendschappelijke interland tegen Colombia werd Bobby Moore gearresteerd wegens vermeende diefstal van sieraden. Moore kwam op borgtocht vrij, later bleek dat de diefstal opgezet was, maar Engeland had nu de antipathie van het Mexicaanse publiek. Engeland won zowel van Roemenië als van Tsjecho-Slowakije met 1-0. Tussen deze wedstrijden door werd verloren van Brazilië, de wedstrijd is beroemd geworden door een legendarische redding van Gordon Banks op een kopkans van Pelé. De tegenstander in de kwartfinale was een herhaling van de finale van 1966, West-Duitsland. In eerste instantie was Engeland sterker en kwam op een 2-0 voorsprong door goals van Mullery en Peeters. Franz Beckenbauer bracht West-Duitsland terug in de wedstrijd, vervolgens wisselde de Engelse coach Alf Ramsey Bobby Charlton om hem rust te gunnen voor de halve finales. Een misrekening, want vlak voor tijd passeerde Uwe Seeler doelman Bonetti met zijn nek. De eerste doelman van Engeland Gordon Banks was geveld door een voedselvergiftiging en dat brak de Engelsen behoorlijk op. In de verlenging scoorde Gerd Müller de winnende treffer namens West-Duitsland.

### 1970–1980: Vier gemiste toernooien

#### EK 1972
Na afloop van dit WK namen Bobby en zijn broer Jack Charlton afscheid van het nationale team, Ramsey bleef coach. In de voorronde speelde Engeland alleen gelijk tegen de enige serieuze concurrent Zwitserland, de andere wedstrijden werden gewonnen. In de kwartfinales was andermaal West-Duitsland de tegenstander. De verwachte "titanenwedstrijd" was al na één wedstrijd beslist, Duitsland, dat met Franz Beckenbauer en Gunter Netzer excelleerde won met 3-1 op Wembley. De return in West-Berlijn eindigde in een 0-0 gelijkspel. Geoff Hurst en Gordon Banks speelden hun laatste wedstrijd voor het Engelse team.

#### WK 1974
Voor het WK van 1974 was Engeland ingedeeld in een groep met Wales en olympisch kampioen Polen. Het team begon met een uitoverwinning op Wales, maar op Wembley bleef het bij een 1-1 gelijkspel. In Chorzów werd met 2-0 verloren van Polen, de eerste nederlaag in een kwalificatietoernooi voor een WK. Voor de return werd aanvoerder en de laatste wereldkampioen in het team Bobby Moore gepasseerd, hij kreeg wel de toezegging te spelen in de eindronde. De wedstrijd is legendarisch geworden door veel gemiste kansen en een glansrol van de Poolse doelman Jan Tomaszewski. De wedstrijd eindigde in 1-1, Engeland was uitgeschakeld en Alf Ramsey werd een half jaar later ontslagen.

#### EK 1976

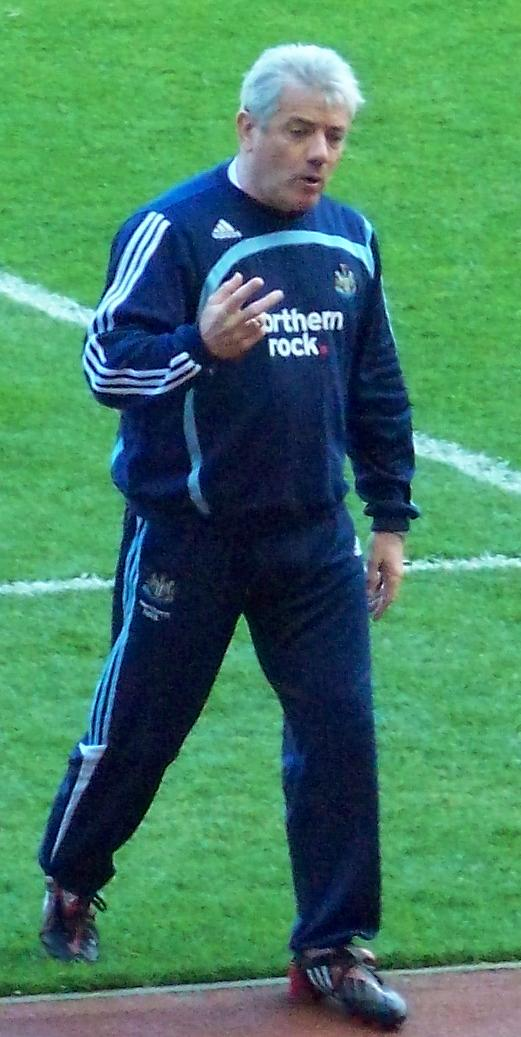
Kevin Keegan

Onder de nieuwe bondscoach Don Revie begon Engeland de kwalificatie voor het EK in 1976 goed met een 3-0 zege op de belangrijkste tegenstrever Tsjecho-Slowakije. Omdat Engeland twee keer gelijk speelde tegen Portugal en de return in Bratislava werd verloren was Engeland al in de kwalificatie-ronde uitgeschakeld. Tsjecho-Slowakije zou later de Europese titel pakken.

#### WK 1978
Om zich te kwalificeren voor het WK in 1978 was de ploeg ingedeeld met Italië. Engeland verloor in Rome met 2-0, waarna halverwege de competitie Don Revie zijn contract liet ontbinden om bondscoach te worden van de Verenigde Arabische Emiraten. Hij werd opgevolgd door Ron Greenwood. Onder Greenwood werd met 2-0 van Italië gewonnen door doelpunten van Kevin Keegan en Trevor Brooking, maar Italië scoorde drie doelpunten meer tegen Finland en Luxemburg waardoor Engeland op doelsaldo was uitgeschakeld.

#### EK 1980
Het Engelse clubvoetbal floreerde in de Europese toernooien en eindelijk was er ook succes voor het Engelse team. Engeland eindigde voor het kwalificatie-toernooi voor het EK in 1980 als eerste met zes punten voorsprong op Noord-Ierland en alleen tegen Ierland werd er een punt verspeeld. In de eerste wedstrijd op het EK in Italië met 1-1 gelijk gespeeld tegen België, maar nog ernstiger was het voetbalvandalisme op de tribunes. De wedstrijd in Turijn moest zelfs gestaakt worden, omdat de Italiaanse politie traangas gebruikte tegen de Engelse supporters en doelman Ray Clemence tranende ogen had. De tweede wedstrijd tegen Italië werd in de slotfase met 1-0 verloren, waardoor een finale-plaats onmogelijk was, de laatste wedstrijd (2-1 tegen Spanje) had slechts statistische waarde.

### 1980–1990: Hand van God, Halve finale onder Bobby Robson

#### WK 1982

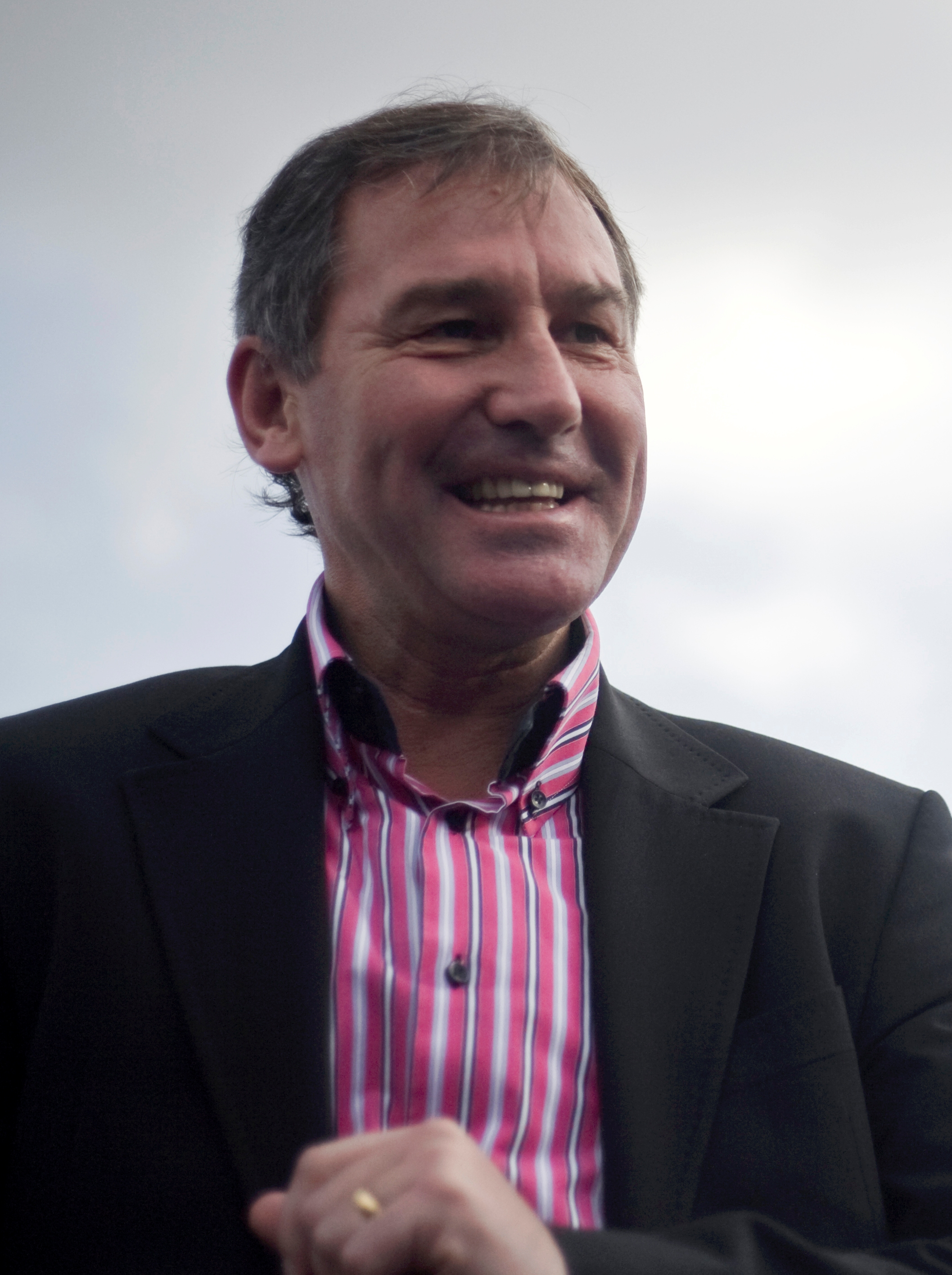
Bryan Robson

In de kwalificatie-reeks voor het WK van 1982 werden drie nederlagen geleden tegen niet-gerenommeerde tegenstanders als Roemenië, Zwitserland en Noorwegen. Dat kwalificatie niet uit zicht raakte kwam doordat alle tegenstanders veel punten lieten liggen en Engeland de op papier moeilijkste uitwedstrijd tegen Hongarije won: 1-3. Kwalificatie werd veilig gesteld door een 1-0 zege in de thuiswedstrijd tegen Hongarije. In de eerste wedstrijd op het WK in Spanje zorgde Bryan Robson voor een record door na 25 seconden te scoren tegen Frankrijk. Engeland won met 3-1 van Frankrijk en won ook de andere twee groepswedstrijden tegen Tsjecho-Slowakije en Koeweit. Engeland startte de tweede ronde met een 0-0-gelijkspel tegen West-Duitsland en omdat West-Duitsland met 2-1 van Spanje won moest Engeland met twee doelpunten verschil winnen van de Spanjaarden. Engeland viel wanhopig aan, kreeg wat kansen, maar het leverde geen doelpunten op. De beste kans was voor invaller en sterspeler Kevin Keegan, die het hele toernooi geblesseerd was. De wedstrijd bleef doelpuntloos en na de uitschakeling nam bondscoach Ron Greenwood ontslag.

#### EK 1984
Bobby Robson werd de nieuwe bondscoach, die veel successen boekte bij Ipswich Town. De belangrijkste concurrent in de kwalificatie-reeks voor het EK in 1984 was Denemarken, lange tijd een klein voetballand, maar dat nu een selectie herbergde met allemaal spelers bij grote clubs. Engeland begon met de uitwedstrijd in Kopenhagen, het nam twee keer een voorsprong via Trevor Francis, maar in de laatste minuut scoorde Jesper Olsen na een solo de gelijkmaker: 2-2. In eigen huis verspeelde Engeland puntverlies tegen Griekenland (0-0) en voor de return tegen Denemarken had Engeland één punt voorsprong met één wedstrijd meer gespeeld. Denemarken had geen ontzag voor het gastland en won met 0-1 door een benutte strafschop van Alan Simonsen, nu had Denemarken een ruime voorsprong. Hoop gloorde nog, toen Engeland met 0-3 won van Hongarije en Denemarken dezelfde wedstrijd verloor, maar na een 0-2 zege op Griekenland kwalificeerde Denemarken zich met één punt voorsprong op de Engelse ploeg. Opnieuw was er ernstig vandalisme rond uitwedstrijden van de Engelse ploeg in Kopenhagen en Luxemburg.

#### WK 1986

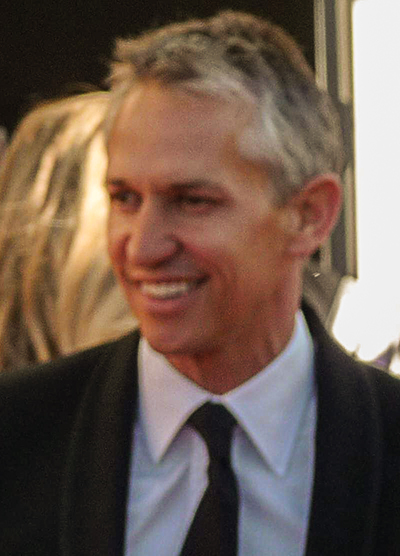
Gary Lineker

Het voetbalvandalisme bereikte een hoogtepunt, toen rellen uitbraken in de Europa I finale tussen FC Liverpool en Juventus, waarbij tijdens de Heizeldrama 39 mensen werden vermoord. Alle Engelse clubs werden vijf jaar uitgesloten van Europees voetbal en men overwoog ook het Engelse team te schorsen, hetgeen uiteindelijk niet gebeurde. Engeland plaatste zich zonder problemen voor het WK met een ruime voorsprong op nummer drie: Roemenië. Meest opmerkelijke uitslag was de uitwedstrijd tegen Turkije: 0-8. Het WK in Mexico in 1986 begon slecht met een 1-0 verlies tegen Portugal en een 0-0 gelijkpel tegen Marokko, in de 41e minuut viel aanvoerder Bryan Robson uit met een gebroken arm en een minuut later werd Ray Wilkins uit het veld gestuurd door de bal te gooien naar de scheidsrechter. In de laatste groepswedstrijd greep Robson in door Peter Beardsley in te zetten om spits Gary Lineker te ondersteunen. Dat betaalde zich uit, Polen werd met 3-0 verslagen door drie treffers van Lineker en in de achtste finales werd Paraguay met dezelfde cijfers verslagen met twee keer Lineker en één keer Beardsley. De kwartfinale tegen Argentinië was van tevoren al beladen, vier jaar geleden vochten beide landen een oorlog uit om de Falkland Eilanden. Argentinië draaide vooral om Diego Maradona en Robson probeerde hem af te stoppen via een zone-verdediging en zonder directe bewaker. De wedstrijd was matig door een overmaat aan spanning, maar twee momenten van Maradona maakte de wedstrijd gedenkwaardig. Maradona dribbelde in het Engelse doelgebied en sprong samen met de Engelse doelman Peter Shilton in de lucht, waarbij de Argentijn de bal met de hand het doel in werkte. De scheidsrechter keurde het doelpunt goed, terwijl iedereen in het stadion al vermoedde, dat er iets niet klopte. Na de wedstrijd verklaarde Maradona dat dit "de hand van God" was. Enkele minuten later maakte hij het mooiste doelpunt van het toernooi. Hij begon met een solo vanaf zijn eigen helft, kapte twee Engelsen uit, schakelde ook een derde en een vierde Engelsman uit, omspeelde de doelman en rondde zelf af. Engeland begon eindelijk te voetballen en na een geslaagde actie van invaller John Barnes scoorde Lineker zijn zesde doelpunt van het toernooi. Lineker werd topscorer van het toernooi, maar Engeland was uitgeschakeld.

#### EK 1988
Het EK van 1988 werd probleemloos gehaald. In de laatste wedstrijd tegen Joegoslavië had de ploeg genoeg aan een gelijkspel om zich te plaatsen, maar na 24 minuten stond Engeland al in Belgrado met 0-4 voor en de strijd was beslist. Tijdens het EK in West-Duitsland liet de ploeg zich in de eerste helft afbluffen door het voor elke meter strijdende Ierland. In de tweede helft werd de creatieve middenvelder Glenn Hoddle ingezet, maar Gary Lineker miste veel kansen, later bleek dat hij leed aan hepatitis en de stand bleef 1-0. Ook in de volgende wedstrijd tegen Nederland had Engeland pech met schoten op de paal van Lineker en Hoddle. Marco van Basten profiteerde van de onervarenheid van voorstopper Tony Adams en scoorde drie doelpunten. Engeland was uitgeschakeld en de laatste wedstrijd tegen de Sovjet-Unie (ook verlies) had geen waarde meer.

#### WK 1990

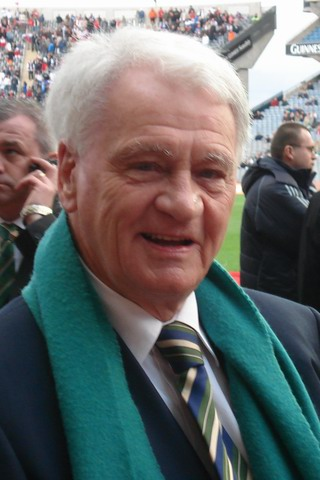
Bobby Robson

Ondanks scherpe kritiek van de Engelse pers bleef Bobby Robson bondscoach. Engeland plaatste zich samen met Zweden voor de eindronde, het speelde drie keer doelpuntloos gelijk en had geen doelpunten tegen. Op de eindronde in 1990 waren de eerste twee tegenstanders hetzelfde als op het afgelopen EK, Ierland en Nederland. Werd er toen verloren nu werd er gelijk gespeeld, 1-1 tegen Ierland en o-o tegen Nederland. Tegen Nederland werden er twee doelpunten van de Engelsen afgekeurd, de laatste van Stuart Pearce, omdat de scheidsrechter in de laatste minuut aangaf voor een indirecte vrije trap in plaats van directe vrije trap. Bryan Robson viel uit en zou net als bij het vorige WK naar huis moeten keren. Mark Wright werd opgesteld als extra verdediger om het duo Gullit-van Basten te beteugelen, zij stichten weinig gevaar. Dezelfde Wright kopte Engeland na de zege tegen Egypte, omdat het de enige overwinning was in deze groep was werd Engeland groepswinnaar. In de achtste finale tegen België bleef de wedstrijd lang doelpuntloos, totdat in de laatste minuut van de verlenging David Platt volleerde na een voorzet van Paul Gascoigne. In de kwartfinale tegen Kameroen had Engeland het nog zwaarder, in de tweede helft werd een 1-0 voorsprong (doelpunt andermaal Platt) weggegeven mede door het inspirerende spel van invaller Roger Milla: 2-1. Zeven minuten voor het einde verzilverde Gary Lineker een strafschop, in de verlenging herhaalde dat tafereel: 2-3 voor Engeland. Engeland speelde zijn beste wedstrijd in de halve finale tegen West-Duitsland, waar de jonge Gascoigne excelleerde op het middenveld. Andermaal bewees Engeland zijn "fighting spirit" door tien minuten voor tijd de gelijkmaker te scoren via Lineker. In de verlenging was de meeste ophef rond Gascoigne, hij ontving een gele kaart en zou daardoor de finale halen, jankend vervolgde hij de wedstrijd. Ook zijn teamgenoten zouden de finale niet halen, in de strafschoppenserie misten Stuart Pearce en Chris Waddle. Engeland werd vierde na een 2-1 nederlaag tegen Italië, doelman Peter Shilton nam afscheid van het nationale elftal, hij is met 122 interlands tot op heden nog steeds record-international.

### 1990–2000: Vier bondscoaches meer dalen dan pieken

#### EK 1992
Robson werd opgevolgd door Graham Taylor, eerste opdracht was het EK in 1992 halen. Belangrijkste tegenstrever was opnieuw het Ierland van Jack Charlton, zowel uit als thuis bleef het 1-1. In de laatste wedstrijd in de cyclus had Engeland genoeg aan een gelijkspel tegen Polen om de eindronde te halen. Een gelijkmaker van Gary Lineker elf minuten voor tijd zorgde dat Engeland zich plaatste met één punt voorsprong op Ierland. Op het EK in Zweden begon Engeland met doelpuntloze gelijke spelen tegen Denemarken en Frankrijk, de laatste groepswedstrijd moest tegen het gastland gewonnen worden. Engeland kwam voor rust met 0-1 voor via David Platt, maar na de 1-1 dreigde uitschakeling. Ondanks deze onheil baarde Taylor opzien door spits Gary Lineker te wisselen, het zou zijn laatste interland worden. Acht minuten voor tijd scoorde Tomas Brolin de winnende treffer voor Zweden en Engeland moest naar huis.

#### WK 1994

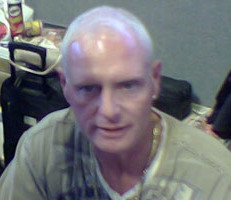
Paul Gascoigne

Ondanks scherpe kritiek bleef Taylor bondscoach. Kwalificatie voor het WK van 1994 begon met puntverlies tegen een sterk verdedigend Noorwegen, dat vlak voor tijd de gelijkmaker scoorde via Kjetil Rekdal. Daarna volgden drie overwinningen en voor de wedstrijd tegen het matig gestarte Nederland had Engeland twee verliespunten minder. Na 23 minuten leek Engeland de genadeklap te geven, het stond na 23 minuten al met 2-0 voor door doelpunten van John Barnes en David Platt. Nederland kwam snel terug in de wedstrijd door een puntertje van Dennis Bergkamp op aangeven van Jan Wouters. Dezelfde Wouters vloerde met een elleboogstoot Paul Gascoigne, die na de rust uitviel, Wouters werd niet bestraft. In de tweede helft leek Engeland de voorsprong te behouden, maar aan het einde van de wedstrijd werd Des Walker eruit gelopen door Mark Overmars, hij kon alleen gestopt worden met een overtreding in het strafschopgebied, invaller Peter van Vossen scoorde via een strafschop de gelijkmaker. Kwalificatie kwam serieus in gevaar na een 1-1 gelijkspel in Polen en een 2-0 nederlaag in Noorwegen. In de voorlaatste wedstrijd stonden Nederland en Engeland precies gelijk achter het al geplaatste Noorwegen, de beslissing kon vallen in De Kuip in Rotterdam. In de tweede helft vloerde Ronald Koeman de doorgebroken David Platt buiten het strafschopgebied, maar scheidsrechter Assenmacher gaf Koeman geen rode kaart. Vijf minuten later mocht Koeman aanleggen voor een vrije trap en dat leverde een achterstand voor Engeland op. Paul Merson schoot nog op de paal, maar later besliste Dennis Bergkamp de wedstrijd voor Nederland: 2-0. Engeland moest hopen op een nederlaag van Nederland tegen Polen, maar Nederland won met 1-3 en Graham Taylor nam ontslag.

#### EK 1996

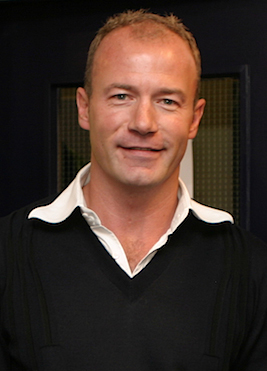
Alan Shearer

Terry Venables werd zijn opvolger, hij hoefde geen kwalificatie-wedstrijden te spelen, aangezien het EK 1996 in eigen land werd gehouden. De FA wilde zich toch oriënteren op een andere trainer en besloot in december 1995 het contract niet te verlengen vanwege een onderzoek naar zijn financiële malversaties, Venables zou na het EK afscheid nemen ongeacht het resultaat. Er was kritiek, toen vlak voor het EK spelers onder aanvoering van Paul Gascoigne spelers dronken waren gesignaleerd in een nachtclub in Hong Kong. De stemming werd er niet beter op, toen Engeland in de eerste wedstrijd van het toernooi gelijk speelde tegen Zwitserland. Een week later werd Schotland met 2-0 verslagen mede door een gemiste Schotse strafschop en een sterke individuele actie van Paul Gascoigne. De laatste groespwedstrijd was een van de beste resultaten in jaren, Nederland werd met 4-1 verslagen, Alan Shearer en Teddy Sheringham scoorden beiden twee keer. In de kwartfinale werd Spanje na een doelpuntloos gelijkspel na strafschoppen verslagen. De halve finale tegen Duitsland begon spectaculair, na 15 minuten stond het 1-1, Shearer scoorde voor Engeland en werd topscorer van het toernooi. In de verlenging speelden beide ploegen vol op de aanval, met name Gascoigne had de "golden goal" op zijn schoen. Ook deze wedstrijd moest na strafschoppen beslist worden, na vijf benutte strafschoppen van beide teams miste Gareth Southgate, waarna Andreas Möller Duitsland naar de finale schoot.

#### WK 1998

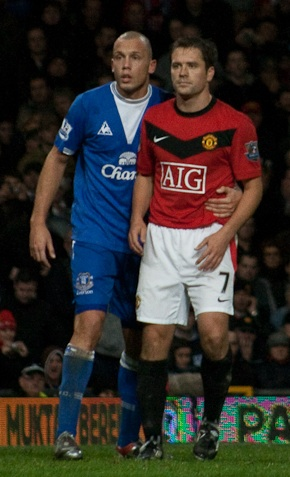
Michael Owen (rechts)

Glenn Hoddle volgde Venables als bondscoach op. In het kwalificatie-toernooi van 1998 verloor Engeland thuis van Italië, maar doordat de ploeg alle overige wedstrijden won was een 0-0 gelijkspel in Rome genoeg voor kwalificatie. In de voorbereiding nam Hoddle afscheid van de al behoorlijk ontspoorde Paul Gascoigne. In de eerste wedstrijden van het WK in Frankrijk hield Hoddle vooral vast aan de oudere spelers, terwijl de jonge David Beckham en Michael Owen op de bank zaten. Na een nederlaag tegen Roemenië kwamen beide spelers in de basis, Beckham scoorde uit een vrije trap tegen Colombia. De achtste finale tegen aartsrivaal Argentinië was in de eerste helft een levendige wedstrijd, de stand was 2-2, meest opmerkelijke doelpunt was een lange rush van Michael Owen. In de tweede helft werd David Beckham uit het veld gestuurd na een provocatie van Diego Simeone. Engeland wist de 2-2 vast te houden, maar na strafschoppen was de ploeg uitgeschakeld.

#### EK 2000
Kwalificatie voor het EK in 2000 verliep erg moeizaam. De ploeg begon met een 2-1 nederlaag tegen Zweden, van Polen (voor de vijfde achtereenvolgende keer tegenstander in een kwalificatie) werd met 3-1 gewonnen door drie doelpunten van Paul Scholes, maar door gelijke spelen tegen Bulgarije (tweemaal) en Zweden moest er van Polen gewonnen worden om de tweede plaats achter Zweden veilig te stellen. Ondertussen was Glenn Hoddle ontslagen door een interview, waarbij hij beweerde dat gehandicapten hun handicap verdiende door zonden uit een vorig leven, Kevin Keegan volgde hem op. Het bleef 0-0 en nu moest Engeland hopen, dat Polen zou verliezen van Zweden. Zweden won met 2-0 en Engeland maakte zich op voor "the Battle of Britain", Play-Off wedstrijden tegen Schotland. Scholes scoorde twee keer in de uitwedstrijd en ondanks een 0-1 nederlaag op Wembley was Engeland geplaatst voor het EK in Nederland en België. In Eindhoven begon Engeland goed aan het toernooi door tegen Portugal na 18 minuten een 2-0 voorsprong te nemen, maar Portugal nam de regie over: 3-2. De wedstrijd tegen Duitsland moest nu gewonnen en in Charleroi won Engeland door een doelpunt van Alan Shearer. Engeland had nu genoeg aan een gelijkspel om zich te plaatsen voor de kwartfinale, maar de ploeg wist andermaal een voorsprong niet vast houden. Na een 2-1 ruststand kwamen de Roemenen terug in de wedstrijd, één minuut voor tijd schoot Ganeauit een strafschop Engeland uit het toernooi.

### 2000–2012: Geen groot succes met buitenlandse bondcoaches

#### WK 2002

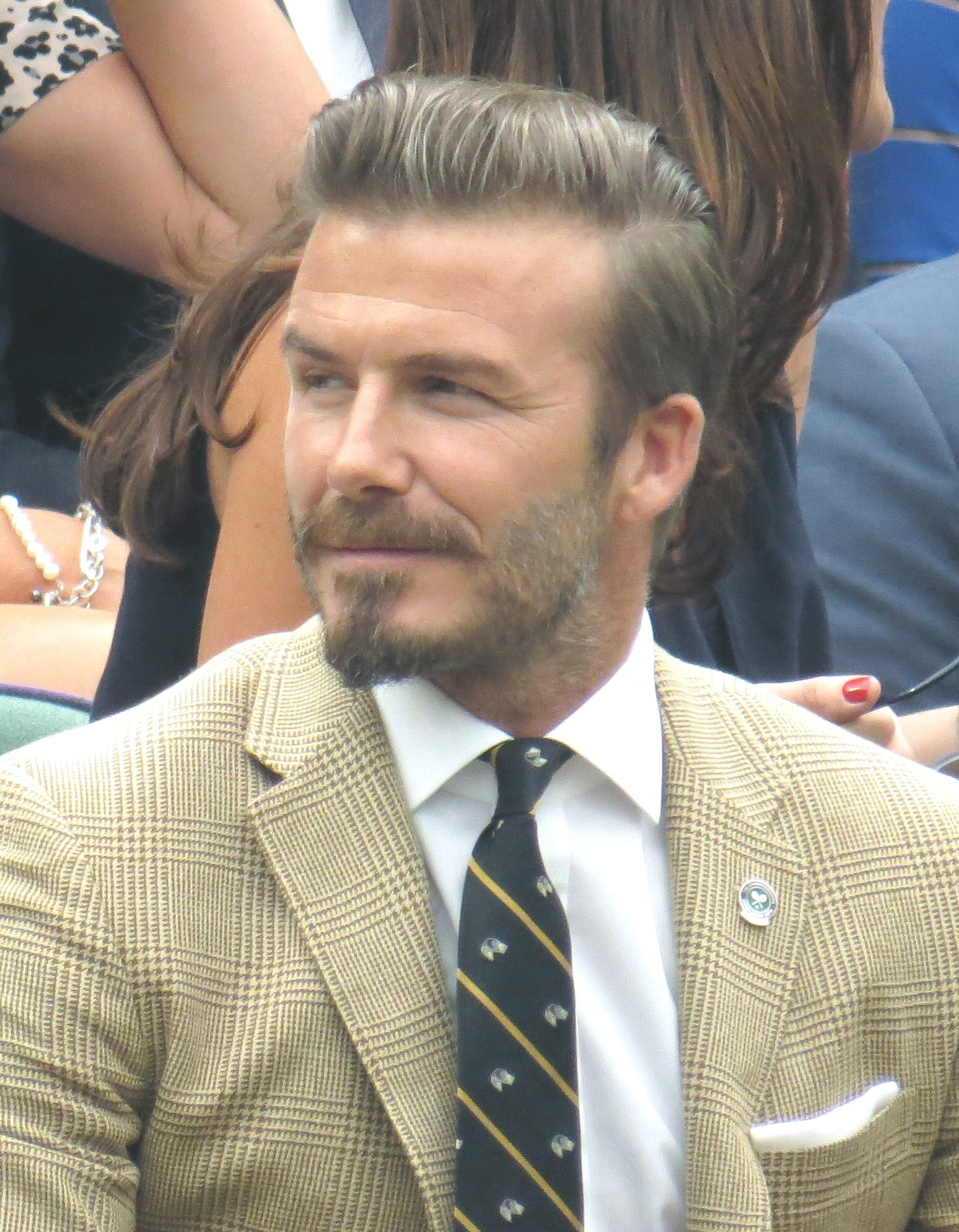
David Beckham

De kwalificatie voor het WK van 2002 begon teleurstellend met een 0-1 nederlaag tegen Duitsland, het was de laatste interland in het oude Wembley-stadion. Na de wedstrijd nam Kevin Keegan ontslag. Onder interim coach Howard Wilkinson werd er met 0-0 gelijkgespeeld tegen Finland. Na lang touwtrekken nam de Engelse bond Sven-Göran Eriksson over van Lazio Roma, hij zou de eerste buitenlandse coach worden van het Engelse team. De eerste vier WK-wedstrijden onder Eriksson werden gewonnen en de eerste plaats kwam weer in zicht voor de uitwedstrijd tegen Duitsland. In München kwam Duitsland met 1-0 voor, maar werd daarna door Engeland weggevaagd: 1-5, Owen scoorde drie keer, Engeland stond nu op de eerste plaats op doelsaldo. Engeland speelde zijn thuiswedstrijd in Manchester tegen Griekenland, Duitsland kwam niet verder dan 0-0 tegen Finland. Engeland kwam met 1-2 achter tegen Griekenland, de laatste kans was een vrije trap van Beckham ver in blessure-tijd. Beckham benutte de vrije trap feilloos en Engeland plaatste zich voor het WK in Japen en Zuid-Korea. Na een 1-1 gelijkspel tegen Zweden was Argentinië de tegenstander. De Argentijnen hadden net als vier jaar geleden grote moeite Michael Owen af te stoppen en na een overtreding op hem volgde een strafschop. Beckham benutte de strafschop, een persoonlijke revanche na zijn rode kaart tegen Argentinië vier jaar geleden. Engeland plaatste zich voor de achtste finales na een 0-0 tegen Nigeria en in de achtste finales rekende Engeland binnen 45 minuten af met Denemarken: 3-0. In de kwartfinales nam Engeland een voorsprong dankzij Michael Owen, Rivaldo maakte gelijk na een sterke individuele actie van Ronaldinho. Dezelfde Ronaldinho verraste na de rust doelman David Seaman na een vrije trap van grote afstand. Ondanks een rode kaart van Ronaldinho kon Engeland de wedstrijd niet meer keren en de Engelsen moesten naar huis.

#### EK 2004

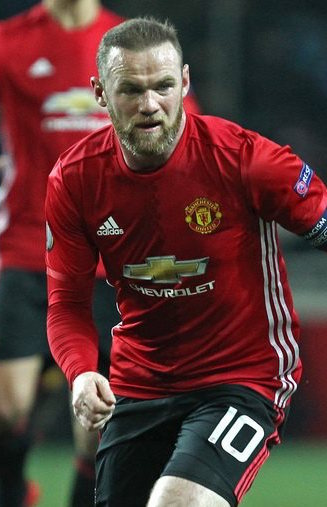
Wayne Rooney

Belangrijkste concurrent voor het EK in 2004 was Turkije, de nummer drie van het laatste WK. In de tweede wedstrijd in de cyclus, tegen Macedonië liet Seaman zich andermaal verrassen door een vrije trap van afstand, hij nam afscheid van het Engelse team. Het was de enige wedstrijd met puntverlies, de overige zes wedstrijden werden gewonnen vaak met miniem verschil of na een achterstand. Belangrijkste zege was de overwinning op Turkije in Sunderland, 2-0 door doelpunten van Darius Vassell en David Beckham. In de achtste en beslissende wedstrijd had Engeland genoeg aan een gelijkspel om zich te plaatsen, de eindstand in Istanboel bleef 0-0 dankzij een gemiste strafschop van Beckham. In de eerste groepswedstrijd op het EK in Portugal tegen Frankrijk kwam Engeland op voorsprong door een doelpunt van Frank Lampard, de kans om op een 2-0 voorsprong te komen werd verprutst door een gemiste strafschop van Beckham. In de blessure-tijd ging het helemaal mis voor Engeland: Zinédine Zidane scoorde de gelijkmaker uit een vrije trap en na een overtreding op Thierry Henry volgend op een foute terugspeelbal van Steven Gerrard mocht Zidane aanleggen voor een strafschop: 2-1. Engeland won de overige groepswedstrijden van Zwitserland en Kroatië, een nog jonge Wayne Rooney scoorde in beide wedstrijden twee keer. De kwartfinale tegen het gastland leek meer op een thuiswedstrijd, Engelse supporters kochten voor veel geld Portugese kaarten over. Owen zorgde voor een vroege 0-1 voorsprong, maar raakte al snel Wayne Rooney kwijt door een blessure. Vlak voor tijd scoorde Hélder Postiga de gelijkmaker namens Portugal en daarna keurde scheidsrechter Urs Meier een kopgoal van Sol Campbell af. Het spektakel bleef voortduren in de verlengingen: in de tweede verlenging maakte Lampard de gelijkmaker vlak na het tweede Portugese doelpunt: 2-2. In de strafschoppenserie miste David Beckham andermaal een strafschop, bij de zevende strafschop van beide teams zou de beslissing vallen. Eerste stopte de Portugese doelman Ricardo een strafschop van Vassell met zijn blote handen om vervolgens de beslissende strafschop zelf in te schieten. De woede in Engeland richtte zich vooral op de scheidsrechter, zijn persoonlijke gevens werden gepubliceerd in de Engelse roddelbladen, hij ontving 16.000 haatmails waaronder doodsbedreigingen. Hij kreeg politie-bescherming en zou vlak daarna stoppen met zijn carrière.

#### WK 2006

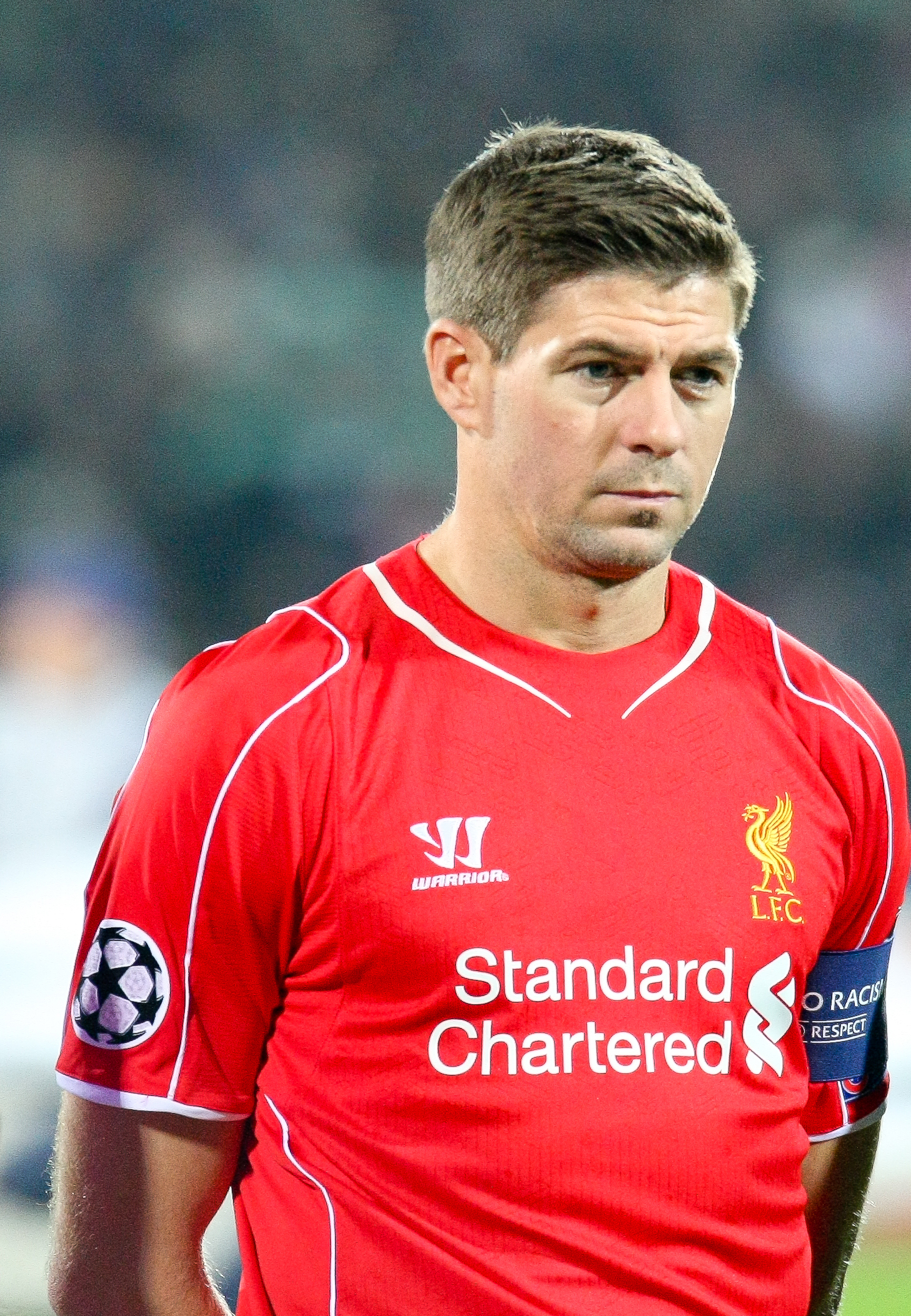
Steven Gerrard

Ook was er stemming in de pers om Eriksson af te zetten, maar de FA verlengde het contract tot het EK van 2008. In de kwalificatiereeks voor het WK van 2006 werd alleen gelijk gespeeld tegen Oostenrijk en verloren van Noord-Ierland, de voornaamste concurrent Polen werd tweemaal verslagen. In januari werd Eriksson benaderd door een Arabier om manager van Aston Villa te worden, de sjeik bleek een verslaggever van News of the World te zijn en Eriksson trapte erin. De FA en Eriksson kwamen overeen, dat het contract verkort werd tot en met het WK. Zonder verheffend te spelen haalde Engeland opnieuw de kwartfinale van een groot toernooi, in de groepswedstrijden won het van Paraguay (1-0), Trinidad en Tobago (2-0) en een speelde gelijk tegen Zweden (2-2). In de achtste finale won het van Ecuador met 1-0 door een vrije trap van Beckham. Engeland had een probleem met zijn spitsen, Owen viel weg na een blessure in de wedstrijd tegen Zweden, Rooney was pas inzetbaar in de wedstrijd tegen Ecuador. Net als op het EK van 2004 was Portugal andermaal de tegenstander in de kwartfinale. In een wedstrijd zonder veel kansen raakte Engeland Rooney kwijt na een rode kaart, in Engeland was er veel ophef omdat Rooney's teammaat bij Manchester United Cristiano Ronaldo de scheidsrechter beïnvloedde de rode kaart te geven. De wedstrijd moest beslist worden op strafschoppen en net als in 1990, 1996, 1998 en 2004 verloor Engeland de strafschoppenserie, ook opvallend was dat Eriksson voor de derde keer uitgeschakeld werd door een team gecoacht door Felipe Scolari.

#### EK 2008
Eriksson werd opgevolgd door zijn assistent Steve McClaren. De start was niet best met een gelijkspel thuis tegen Macedonië, een 2-0 nederlaag tegen Kroatië en een 0-0 gelijkspel uit tegen Israël. Engeland streed met Rusland om de tweede plaats in de groep, na acht speeldagen had Rusland één punt voorsprong. Eerst won Engeland op Wembley met 3-0, de return won Rusland met 2-1. Toen Rusland op de voorlaatste speeldag verloor van Israël had Engeland weer twee doelpunten voorsprong en had het in de thuiswedstrijd tegen Kroatië genoeg aan een gelijkspel. In deze cruciale wedstrijd maakte doelman Scott Carson zijn debuut, maar door een fout van hem kwam Kroatië met 0-1 voor, na 14 minuten stond Kroatië met 0-2 voor. In de tweede helft vocht Engeland zich weer terug en na een 2-2 stand zou Engeland zich toch kwalificeren. In de 77e minuut scoorde Mladen Petrić het winnende doelpunt voor de Kroaten, Engeland plaatste zich voor de eerste keer sinds 1994 niet voor een internationaal toernooi en McLaren werd ontslagen.

#### WK 2010

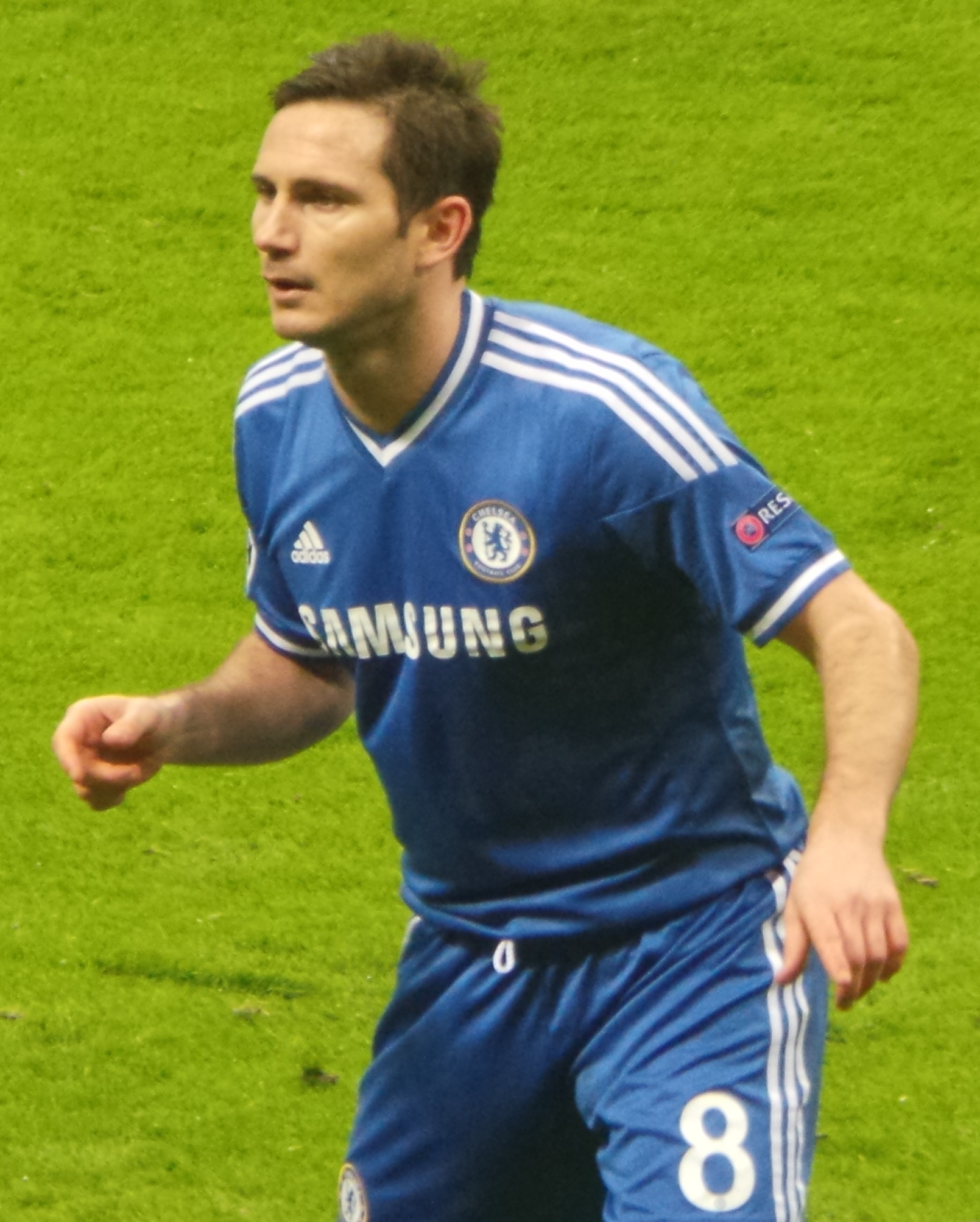
Frank Lampard

Engeland besloot na dit echec opnieuw een buitenlandse trainer aan te trekken, de Italiaan Fabio Capello. Het WK van 2010 werd probleemloos gehaald, negen van de tien wedstrijden werden gewonnen, alleen van Oekraïne werd verloren. Op gepaste wijze werd revanche genomen op Kroatië, 1-4 in Zagreb (drie doelpunten van Theo Walcott), 5-1 op Wembley. In de aanloop naar het toernooi verloor John Terry de aanvoerdersband. Capello besloot daartoe na onthullingen in de schandaalpers over het privéleven van de verdediger. Ook de toekomst van de op dat moment 29-jarige mandekker van Chelsea stond ter discussie in de tabloids. De verwachtingen waren hooggespannen op het WK in Zuid-Afrika. In de eerste wedstrijd tegen de Verenigde Staten begon Engeland door een goal van Steven Gerrard, maar na een fout van Robert Green kwam de Verenigde Staten op gelijke hoogte. Ook de tweede wedstrijd tegen Algerije werd een sof: 0-0. Door een doelpunt van Jermain Defoe werd Slovenië verslagen en plaatste Engeland zich alsnog voor de achtste finales. Daarin werd Engeland in eerste instantie overlopen door Duitsland en kwam mede door fouten in de verdediging op een 2-0 voorsprong. Matthew Upson zorgde voor de aansluitingstreffer en vlak daarna leek Frank Lampard de gelijkmaker te scoren. De bal ging via de lat duidelijk over de doellijn, maar de scheidsrechter keurde het doelpunt af. In de tweede helft liep Duitsland verder uit naar 4-1 en de Engelsen konden naar huis.

#### EK 2012
Capello kreeg een herkansing, eerste doel was het EK van 2012 te halen. Alle uitwedstrijden werden gewonnen, er werd thuis alleen puntverlies geleden tegen Montenegro en Zwitserland. In de laatste wedstrijd uit tegen Montenegro was een 2-2 gelijkspel genoeg om zich te plaatsen. Enige smet was een rode kaart van Wayne Rooney, hij zou daardoor de eerste twee wedstrijden op het eindtoernooi niet spelen. Er was een schandaal rond John Terry, hij had zich tijdens een duel racistisch uitgedrukt. De FA besloot zijn aanvoerdersband af te laten nemen, Capello nam daardoor ontslag, Roy Hodgson werd zijn opvolger. Engeland overleefde de eerste ronde van de Eindronde in Polen en Oekraïne door een gelijkspel tegen Frankrijk en overwinningen op Zweden (3-2) en Oekraïne (1-0 door een treffer van de weer inzetbare Rooney). In de kwartfinale tegen Italië werd er niet gescoord, Italië nam de strafschoppen beter, het was de vijfde keer dat Engeland een toernooi verloor op penalty's.

### 2014–heden: Roemloze uitschakelingen en nieuw succes

#### WK 2014
Voor kwalificatie voor het WK 2014 kwam de concurrentie uit Oost-Europa, Montenegro, Oekraïne en Polen. Na een 0-0 gelijkspel in de uitwedstrijd tegen Oekraïne had de ploeg één punt voorsprong op Oekraïne en Montenegro en kon kwalificatie in de laatste twee thuiswedstrijden afdwingen. Montenegro en Polen werden respectievelijk met 3-0 en 2-0 verslagen. Op het WK in Brazilië begon Engeland het toernooi in het Amazone-gebied te Manaus, van Italië werd met 2-1 verloren. Omdat Uruguay ook de eerste wedstrijd verloor was deze wedstrijd meteen een beslissende wedstrijd. Ondanks de eerste treffer van Wayne Rooney op een WK won Uruguay met 2-1 dankzij twee treffers van de bij FC Liverpool spelende Luis Suarez. Engeland was meteen uitgeschakeld en speelde de laatste wedstrijd tegen de verrassende koploper in deze groep Costa Rica met 0-0 gelijk. Frank Lampard en Steven Gerrard namen afscheid van het nationale team.

#### EK 2016

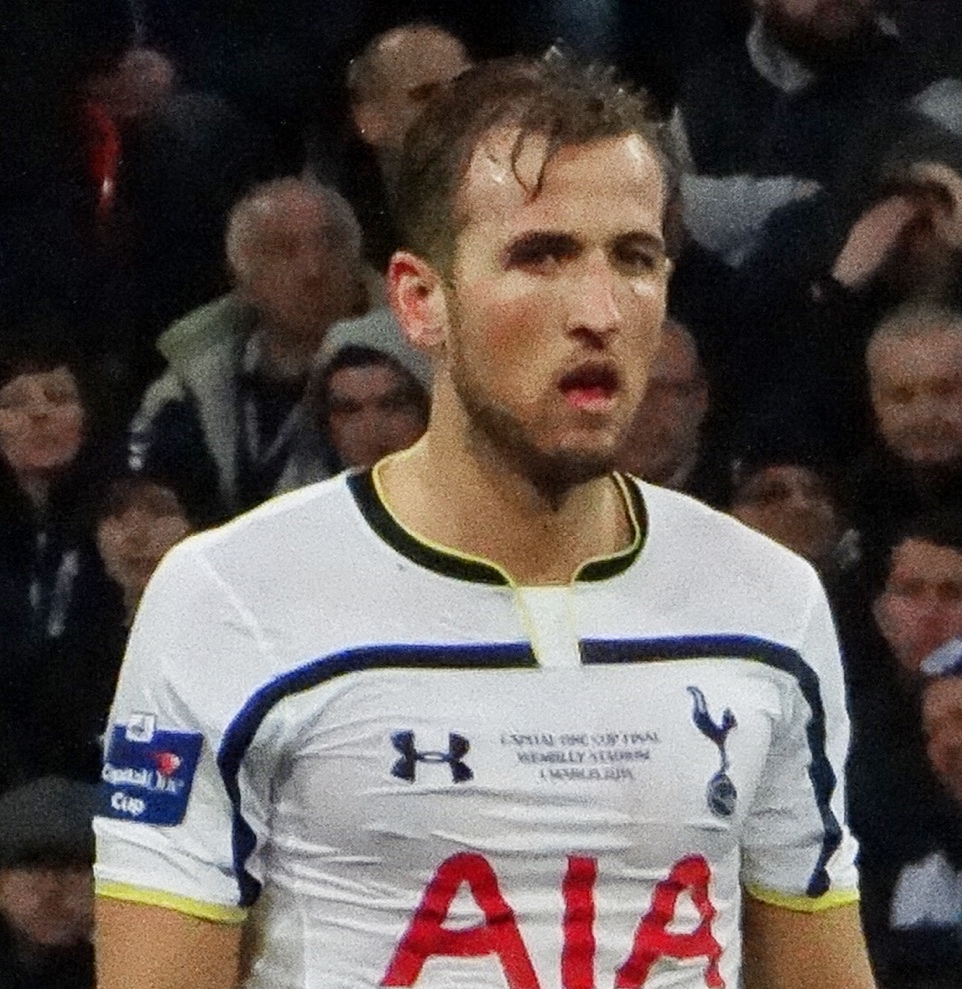
Harry Kane

De kwalificatie voor het EK in 2016 leverde alleen overwinningen op, het eindigde boven Zwitserland en Slovenië. Het eindtoernooi begon in Marseille tegen Rusland, waar ernstige rellen uitbraken tussen beide supportersgroepen. Engeland leek de winst te pakken door een vrije trap van Eric Dier, maar in de blessure-tijd maakten de Russen gelijk. Engeland plaatste zich als tweede in de groep na een 2-1 overwinning op Wales en een 0-0 gelijkspel tegen Slowakije. In de achtste finale ontmoette men een debutant op een internationaal toernooi, IJsland. Engeland kwam voor door een benutte strafschop van Wayne Rooney, maar voor rust stond IJsland al met 2-1 voor. Engeland miste de creativiteit het IJsland moeilijk te maken in de tweede helft en Engeland ging roemloos naar huis. Coach Roy Hodsgon nam na de blamage meteen ontslag.

#### WK 2018
De opvolger van Hodsgon was Sam Allardyce, hij begon met een 0-1 zege op Slowakije. Na één wedstrijd werd Allardyce al ontslagen. Reden was de publicatie van een video waarin hij zich tegenover undercoverjournalisten van de Engelse krant The Daily Telegraph bereid toonde om voor 400.000 pond uit te leggen hoe de regels van de FA omzeild konden worden voor het aantrekken van spelers via het door de FA verboden 'derde partij eigenaarschap', Gareth Southgate volgde hem op. Engeland plaatste zich zonder problemen voor de eindronde, het speelde alleen gelijk in de uitwedstrijden tegen Slovenië en Schotland, de beslissende wedstrijd tegen Slovenië scoorde Harry Kane vlak voor tijd het winnende doelpunt.
Op het eindtoernooi werd Engeland ingedeeld met Tunesië, Panama en België. De openingswedstrijd werd gespeeld tegen Tunesië. Kane zette de Engelsen al vroeg op voorsprong. In de 35e minuut kreeg Tunesië een penalty, gescoord door Sassi. In de blessuretijd kopte Kane de bal weer over de lijn en Engeland won met 2-1. Tegen Panama won Engeland met 6-1. Kane scoorde een hattrick, 2 daarvan kwamen uit een strafschop, Stones scoorde er 2 en Lingard scoorde er ook nog 1. Panama scoorde tegen Engeland hun eerste goal op het WK ooit, gescoord Baloy. Engeland had zich na 2 wedstrijden al gekwalificeerd voor de 2e ronde en speelde tegen België de beslissende wedstrijd om groepswinnaar te worden. In de 51e minuut kwam België op 1-0 door de enige goal van de wedstrijd, gemaakt door Januzaj. Maar de 2e plaats in de poule bleek niet helemaal verkeerd te zijn. Nu zaten ze in 'het goede kant van het schema'. In de achtste finales kwamen ze Colombia tegen. Kane scoorde zijn 6e goal van het toernooi en voor de 3e keer vanaf de penaltystip. Door een late goal van Mina bij Colombia gingen ze verlengen. In de verlenging werd niet gescoord en dus werd er een penaltyserie gehouden. Bij Engeland scoorde Kane, Rashford, Trippier en Dier. Henderson miste. Bij Colombia scoorde Falcao, Cuadrado, Muriel en miste Uribe en Carlos Bacca. Voor het eerst in de WK-historie won Engeland een penaltyserie. Daardoor speelde Engeland tegen Zweden in de kwartfinales. Goals van Maguire en Dele zorgde voor een 2-0 eindstand. Engeland kwalificeerde zich voor het eerst sinds 1990 voor de halve finales. In de verlening van de halve finale bleek Kroatië te sterk (2-1). In de troostfinale speelde Engeland opnieuw tegen België. Wederom verloren de Engelse, ditmaal met 2-0. Goals van Thomas Meunier en Eden Hazard.

#### EK 2020
Direct na het WK in 2018 begon voor Engeland de eerste editie van de UEFA Nations League. Engeland werd eerste in een poule met Spanje en Kroatië en kwalificeerde zich daarmee voor het finaletoernooi in juni 2019. In de halve finale bleek Nederland na verlenging met 3-1 te sterk. In de troostfinale werd na strafschoppen van Zwitserland gewonnen. De kwalificatie voor het EK 2020 kwam Engeland vlekkeloos door met zeven overwinningen en een nederlaag (tegen Tsjechië). De ploeg van Southgate scoorde 37 keer in deze acht wedstrijden. Harry Kane scoorde als eerste Engelsman ooit in elke kwalificatiewedstrijd voor een eindtoernooi. Het EK werd begin 2020 door de coronapandemie met een jaar uitgesteld, waardoor Engeland eerst weer aan een nieuwe Nations League begon. Deze keer eindigde Engeland als derde in de groep, achter België en Denemarken, maar voor IJsland.
In de zomer van 2021 vond het EK dan alsnog plaats. Engeland was ingedeeld in een groep met Tsjechië (1-0), Kroatië (1-0) en aartsrivaal Schotland (0-0). Met zeven punten werd Engeland groepswinnaar en ontmoette het Duitsland in de achtste finale. De partij ging door doelpunten van Raheem Sterling en Kane met 2-0 gewonnen. In de kwartfinale speelde Engeland haar enige duel van het toernooi buiten het eigen Wembley in Londen, namelijk in het Stadio Olimpico van Rome. Oekraïne werd makkelijk met 0-4 verslagen. In de halve finale was er een verlenging nodig om Denemarken op de knieën te krijgen: 2-1. Engeland haalde voor het eerst sinds het gewonnen WK in 1966 de finale van een eindtoernooi, na hiervoor vier keer in de halve finales te zijn gestrand. In de finale tegen Italië op Wembley op 11 juli 2021 kwam Engeland via Luke Shaw al in de tweede minuut op voorsprong, maar een gelijkmaker in de tweede helft van de Italiaanse verdediger Leonardo Bonucci zorgde voor een verlenging en uiteindelijk strafschoppen. Engeland miste drie strafschoppen, een meer dan de Italianen waardoor niet Engeland, maar Italië Europees kampioen werd.

## Prestaties op internationale toernooien

### Wereldkampioenschappen
| Jaar      | Ronde                          | Wed.                           | W                              | G                              | V                              | DV                             | DT                             | Kwal                           |
| --------- | ------------------------------ | ------------------------------ | ------------------------------ | ------------------------------ | ------------------------------ | ------------------------------ | ------------------------------ | ------------------------------ |
| 1930–1938 | Geen deelname                  | Geen deelname                  | Geen deelname                  | Geen deelname                  | Geen deelname                  | Geen deelname                  | Geen deelname                  | Geen deelname                  |
| 1950      | Groepsfase                     | 3                              | 1                              | 0                              | 2                              | 2                              | 2                              | (Kwal.)                        |
| 1954      | Kwartfinale                    | 3                              | 1                              | 1                              | 1                              | 8                              | 8                              | (Kwal.)                        |
| 1958      | Groepsfase                     | 4                              | 0                              | 3                              | 1                              | 4                              | 5                              | (Kwal.)                        |
| 1962      | Kwartfinale                    | 4                              | 1                              | 1                              | 2                              | 5                              | 6                              | (Kwal.)                        |
| 1966      | Kampioen                       | 6                              | 5                              | 1                              | 0                              | 11                             | 3                              |                                |
| 1970      | Kwartfinale                    | 4                              | 2                              | 0                              | 2                              | 4                              | 4                              |                                |
| 1974      | Niet gekwalificeerd            | Niet gekwalificeerd            | Niet gekwalificeerd            | Niet gekwalificeerd            | Niet gekwalificeerd            | Niet gekwalificeerd            | Niet gekwalificeerd            | Niet gekwalificeerd            |
| 1978      | Niet gekwalificeerd            | Niet gekwalificeerd            | Niet gekwalificeerd            | Niet gekwalificeerd            | Niet gekwalificeerd            | Niet gekwalificeerd            | Niet gekwalificeerd            | Niet gekwalificeerd            |
| 1982      | Tweede ronde                   | 5                              | 3                              | 2                              | 0                              | 6                              | 1                              | (Kwal.)                        |
| 1986      | Kwartfinale                    | 5                              | 2                              | 1                              | 2                              | 7                              | 3                              | (Kwal.)                        |
| 1990      | Vierde                         | 7                              | 3                              | 3                              | 1                              | 8                              | 6                              | (Kwal.)                        |
| 1994      | Niet gekwalificeerd            | Niet gekwalificeerd            | Niet gekwalificeerd            | Niet gekwalificeerd            | Niet gekwalificeerd            | Niet gekwalificeerd            | Niet gekwalificeerd            | Niet gekwalificeerd            |
| 1998      | Achtste finale                 | 4                              | 2                              | 1                              | 1                              | 7                              | 4                              | (Kwal.)                        |
| 2002      | Kwartfinale                    | 5                              | 2                              | 2                              | 1                              | 6                              | 3                              | (Kwal.)                        |
| 2006      | Kwartfinale                    | 5                              | 3                              | 2                              | 0                              | 6                              | 2                              | (Kwal.)                        |
| 2010      | Achtste finale                 | 4                              | 1                              | 2                              | 1                              | 3                              | 5                              | (Kwal.)                        |
| 2014      | Groepsfase                     | 3                              | 0                              | 1                              | 2                              | 2                              | 4                              | (Kwal.)                        |
| 2018      | Vierde                         | 7                              | 3                              | 1                              | 3                              | 12                             | 8                              | (Kwal.)                        |
| 2022      | Kwartfinale                    | 5                              | 3                              | 1                              | 1                              | 13                             | 4                              | (Kwal)                         |
| 2026      | Kwalificatie nog niet begonnen | Kwalificatie nog niet begonnen | Kwalificatie nog niet begonnen | Kwalificatie nog niet begonnen | Kwalificatie nog niet begonnen | Kwalificatie nog niet begonnen | Kwalificatie nog niet begonnen | Kwalificatie nog niet begonnen |

### Europese kampioenschappen
| Jaar | Ronde               | Wed.                | W                   | G                   | V                   | DV                  | DT                  | Kwal                |
| ---- | ------------------- | ------------------- | ------------------- | ------------------- | ------------------- | ------------------- | ------------------- | ------------------- |
| 1960 | Geen deelname       | Geen deelname       | Geen deelname       | Geen deelname       | Geen deelname       | Geen deelname       | Geen deelname       | Geen deelname       |
| 1964 | Niet gekwalificeerd | Niet gekwalificeerd | Niet gekwalificeerd | Niet gekwalificeerd | Niet gekwalificeerd | Niet gekwalificeerd | Niet gekwalificeerd | Niet gekwalificeerd |
| 1968 | Derde               | 2                   | 1                   | 0                   | 1                   | 2                   | 1                   | (Kwal.)             |
| 1972 | Niet gekwalificeerd | Niet gekwalificeerd | Niet gekwalificeerd | Niet gekwalificeerd | Niet gekwalificeerd | Niet gekwalificeerd | Niet gekwalificeerd | Niet gekwalificeerd |
| 1976 | Niet gekwalificeerd | Niet gekwalificeerd | Niet gekwalificeerd | Niet gekwalificeerd | Niet gekwalificeerd | Niet gekwalificeerd | Niet gekwalificeerd | Niet gekwalificeerd |
| 1980 | Groepsfase          | 3                   | 1                   | 1                   | 1                   | 3                   | 3                   | (Kwal.)             |
| 1984 | Niet gekwalificeerd | Niet gekwalificeerd | Niet gekwalificeerd | Niet gekwalificeerd | Niet gekwalificeerd | Niet gekwalificeerd | Niet gekwalificeerd | Niet gekwalificeerd |
| 1988 | Groepsfase          | 3                   | 0                   | 0                   | 3                   | 2                   | 7                   | (Kwal.)             |
| 1992 | Groepsfase          | 3                   | 0                   | 2                   | 1                   | 1                   | 2                   | (Kwal.)             |
| 1996 | Halve finale        | 5                   | 2                   | 3                   | 0                   | 8                   | 3                   |                     |
| 2000 | Groepsfase          | 3                   | 1                   | 0                   | 2                   | 5                   | 6                   | (Kwal.)             |
| 2004 | Kwartfinale         | 4                   | 2                   | 1                   | 1                   | 10                  | 6                   | (Kwal.)             |
| 2008 | Niet gekwalificeerd | Niet gekwalificeerd | Niet gekwalificeerd | Niet gekwalificeerd | Niet gekwalificeerd | Niet gekwalificeerd | Niet gekwalificeerd | Niet gekwalificeerd |
| 2012 | Kwartfinale         | 4                   | 2                   | 2                   | 0                   | 5                   | 3                   | (Kwal.)             |
| 2016 | Achtste finale      | 4                   | 1                   | 2                   | 1                   | 4                   | 4                   | (Kwal.)             |
| 2020 | Tweede              | 6                   | 4                   | 2                   | 0                   | 10                  | 1                   | (Kwal.)             |
| 2024 | Tweede              | 7                   | 2                   | 4                   | 1                   | 8                   | 6                   | (Kwal.)             |

### UEFA Nations League
| 2018–19 | A | Derde | 6 | 2 | 2 | 2 | 7 | 8  | Stabiel |
| 2020–21 | A | 9e    | 6 | 3 | 1 | 2 | 7 | 4  | Stabiel |
| 2022–23 | A | 15e   | 6 | 0 | 3 | 3 | 4 | 10 | Gedaald |

## Olympische Spelen
Op de Olympische Spelen worden de vier Home-Nations vertegenwoordigd door het Britse Olympische Comité, waardoor alleen het Brits voetbalelftal kan meedoen aan het Spelen en dus niet het Engelse elftal. Overigens bestaat er geen Brits voetbalelftal, waardoor het zich niet kan kwalificeren voor de Spelen en staat het IOC niet toe dat bijvoorbeeld het Engelse team uitkomt namens Groot-Brittannië. Deze situatie doet zich voor sinds 1972, waardoor er in feite nooit een Brits voetbalelftal aan de Spelen meedoet. Voor de Spelen van Londen (2012) is het Brits voetbalelftal als gastland direct geplaatst. Het Brits Olympisch Comité heeft aangekondigd dat speciaal voor de Spelen een Brits voetbalelftal wordt samengesteld. De voetbalbonden van Noord-Ierland, Schotland en Wales hebben nog weinig interesse in deelname aan dit project waardoor het er vooralsnog op lijkt dat alleen Engeland spelers aan dit team levert.

## FIFA-wereldranglijst
Posities op de FIFA-wereldranglijst sinds 1993:
| 1993 | 1994 | 1995 | 1996 | 1997 | 1998 | 1999 | 2000 | 2001 | 2002 | 2003 | 2004 | 2005 | 2006 | 2007 | 2008 | 2009 | 2010 | 2011 | 2012 | 2013 | 2014 | 2015 | 2016 | 2017 | 2018 | 2022 | 2023 | 2024 |
| ---- | ---- | ---- | ---- | ---- | ---- | ---- | ---- | ---- | ---- | ---- | ---- | ---- | ---- | ---- | ---- | ---- | ---- | ---- | ---- | ---- | ---- | ---- | ---- | ---- | ---- | ---- | ---- | ---- |
| 11   | 18   | 21   | 12   | 4    | 9    | 12   | 17   | 10   | 7    | 8    | 8    | 9    | 5    | 12   | 8    | 9    | 6    | 5    | 6    | 13   | 13   | 9    | 13   | 15   | 5    | 5    | 3    | 4    |

## Tenue sponsors
| Periode   | Kledingsponsor               |
| --------- | ---------------------------- |
| 1949-1954 | St. Blaize and Hope Brothers |
| 1954-1961 | Umbro                        |
| 1961-1965 | Bukta                        |
| 1965-1974 | Umbro                        |
| 1974-1984 | Admiral                      |
| 1984-2013 | Umbro                        |
| 2013-     | Nike                         |

## Huidige selectie
De volgende spelers maken deel uit van de laatste interlandperiode in juni 2025. 
Interlands en doelpunten bijgewerkt tot en met de wedstrijd tegen  Senegal op 10 juni 2025.
| Nr.         | Naam                   | Wed. | Dlpnt. | Club              |
| ----------- | ---------------------- | ---- | ------ | ----------------- |
| Doel        |                        |      |        |                   |
| 1           | Jordan Pickford        | 76   | 0      | Everton           |
| 13          | Dean Henderson         | 3    | 0      | Crystal Palace    |
| 23          | James Trafford         | 0    | 0      | Manchester City   |
| Verdediging |                        |      |        |                   |
| 2           | Kyle Walker            | 96   | 1      | Burnley           |
| 3           | Reece James            | 19   | 1      | Chelsea           |
| 5           | Ezri Konsa             | 12   | 0      | Aston Villa       |
| 6           | Levi Colwill           | 5    | 0      | Chelsea           |
| 12          | Dan Burn               | 2    | 0      | Newcastle United  |
| 16          | Trent Alexander-Arnold | 34   | 3      | Real Madrid       |
| 21          | Myles Lewis-Skelly     | 3    | 1      | Arsenal           |
| 23          | Trevoh Chalobah        | 1    | 0      | Chelsea           |
| Middenveld  |                        |      |        |                   |
| 4           | Declan Rice            | 66   | 5      | Arsenal           |
| 7           | Morgan Gibbs-White     | 4    | 0      | Nottingham Forest |
| 8           | Jordan Henderson       | 84   | 3      | Brentford         |
| 10          | Jude Bellingham        | 44   | 6      | Real Madrid       |
| 15          | Eberechi Eze           | 12   | 1      | Crystal Palace    |
| 17          | Curtis Jones           | 6    | 1      | Liverpool         |
| 18          | Morgan Rogers          | 6    | 0      | Aston Villa       |
| 20          | Cole Palmer            | 12   | 2      | Chelsea           |
| 24          | Conor Gallagher        | 22   | 1      | Atlético Madrid   |
| Aanval      |                        |      |        |                   |
| 9           | Harry Kane             | 107  | 73     | Bayern München    |
| 11          | Anthony Gordon         | 12   | 1      | Newcastle United  |
| 14          | Ivan Toney             | 7    | 1      | Al-Ahli SC        |
| 19          | Noni Madueke           | 7    | 0      | Arsenal           |
| 25          | Bukayo Saka            | 44   | 12     | Arsenal           |
| 26          | Ollie Watkins          | 18   | 5      | Aston Villa       |

### Recent opgeroepen
De volgende spelers zijn het afgelopen jaar opgeroepen voor het elftal en zijn nog beschikbaar, maar zaten niet bij de laatste selectie of zijn afgevallen nadat ze geselecteerd zijn.
Voor het laatst bijgewerkt op 20 augustus 2025.
| Naam                  | Wed. | Dlpnt. | Huidige club      | Laatste oproep                   |
| --------------------- | ---- | ------ | ----------------- | -------------------------------- |
| Doel                  |      |        |                   |                                  |
| Nick Pope             | 10   | 0      | Newcastle United  | Finland uit, 13 oktober 2024     |
| Verdediging           |      |        |                   |                                  |
| Marc Guéhi            | 23   | 0      | Crystal Palace    | Letland thuis, 24 maart 2025     |
| Jarell Quansah        | 0    | 0      | Bayer Leverkusen  | Letland thuis, 24 maart 2025     |
| Tino Livramento       | 1    | 0      | Newcastle United  | Albanië thuis, 21 maart 2025     |
| Lewis Hall            | 2    | 0      | Newcastle United  | Ierland thuis, 17 november 2024  |
| Taylor Harwood-Bellis | 1    | 1      | Southampton       | Ierland thuis, 17 november 2024  |
| Rico Lewis            | 5    | 0      | Manchester City   | Ierland thuis, 17 november 2024  |
| John Stones           | 83   | 3      | Manchester City   | Finland uit, 13 oktober 2024     |
| Harry Maguire         | 64   | 7      | Manchester United | Finland thuis, 10 september 2024 |
| Middenveld            |      |        |                   |                                  |
| Phil Foden            | 45   | 4      | Manchester City   | Letland thuis, 24 maart 2025     |
| Angel Gomes           | 4    | 0      | Lille OSC         | Ierland thuis, 17 november 2024  |
| Kobbie Mainoo         | 10   | 0      | Manchester United | Finland thuis, 10 september 2024 |
| Aanval                |      |        |                   |                                  |
| Jarrod Bowen          | 16   | 1      | West Ham United   | Letland thuis, 24 maart 2025     |
| Marcus Rashford       | 62   | 17     | FC Barcelona      | Letland thuis, 24 maart 2025     |
| Dominic Solanke       | 3    | 0      | Tottenham Hotspur | Letland thuis, 24 maart 2025     |
| Jack Grealish         | 39   | 4      | Everton           | Finland uit, 13 oktober 2024     |

## Spelersrecords
- Bijgewerkt tot en met 20 augustus 2025.

### Meeste interlands
| #  | Speler          | Carrière  | Interlands | Goals |
| -- | --------------- | --------- | ---------- | ----- |
| 1  | Peter Shilton   | 1970–1990 | 125        | 0     |
| 2  | Wayne Rooney    | 2003–2018 | 120        | 53    |
| 3  | David Beckham   | 1996–2009 | 115        | 17    |
| 4  | Steven Gerrard  | 2000–2014 | 114        | 21    |
| 5  | Bobby Moore†    | 1962–1973 | 108        | 2     |
| 6  | Harry Kane      | 2015–     | 107        | 73    |
| 6  | Ashley Cole     | 2001–2014 | 107        | 0     |
| 8  | Bobby Charlton† | 1958–1970 | 106        | 49    |
| 8  | Frank Lampard   | 1999–2014 | 106        | 29    |
| 10 | Billy Wright†   | 1946–1959 | 105        | 3     |

### Topscorers
| #  | Speler           | Carrière  | Goals | Interlands | Doelpunt/interland |
| -- | ---------------- | --------- | ----- | ---------- | ------------------ |
| 1  | Harry Kane       | 2015–     | 73    | 107        | 0,682              |
| 2  | Wayne Rooney     | 2003–2018 | 53    | 120        | 0,442              |
| 3  | Bobby Charlton†  | 1958–1970 | 49    | 106        | 0,462              |
| 4  | Gary Lineker     | 1984–1992 | 48    | 80         | 0,600              |
| 5  | Jimmy Greaves†   | 1959–1967 | 44    | 57         | 0,772              |
| 6  | Michael Owen     | 1998–2008 | 40    | 89         | 0,449              |
| 7  | Tom Finney†      | 1946–1958 | 30    | 76         | 0,395              |
| 7  | Nat Lofthouse†   | 1950–1958 | 30    | 33         | 0,909              |
| 7  | Alan Shearer     | 1992–2000 | 30    | 63         | 0,476              |
| 10 | Vivian Woodward† | 1903–1911 | 29    | 23         | 1,261              |
| 10 | Frank Lampard    | 1999–2014 | 29    | 105        | 0,276              |

## Bekende (oud-)spelers
- Tony Adams
- Darren Anderton
- Alan Ball
- Gordon Banks
- Nick Barmby
- John Barnes
- Gareth Barry
- David Batty
- Peter Beardsley
- David Beckham
- Wayne Bridge
- Wes Brown
- Terry Butcher
- Nicky Butt
- Sol Campbell
- Jamie Carragher
- Michael Carrick
- Bobby Charlton
- Ashley Cole
- Joe Cole
- Peter Crouch
- Dixie Dean
- Jermaine Defoe
- Stewart Downing
- Kieron Dyer
- Les Ferdinand
- Rio Ferdinand
- Tom Finney
- Tim Flowers
- Robbie Fowler
- Paul Gascoigne
- Steven Gerrard
- Jimmy Greaves
- Robert Green
- Owen Hargreaves
- Johnny Haynes
- Emile Heskey
- Roger Hunt
- Geoff Hurst
- Paul Ince
- David James
- Jermaine Jenas
- Kevin Keegan
- Martin Keown
- Ledley King
- Frank Lampard
- Robert Lee
- Gary Lineker
- Nat Lofthouse
- Nigel Martyn
- Steve McManaman
- Bobby Moore
- Gary Neville
- Phil Neville
- Michael Owen
- Gary Pallister
- Stuart Pearce
- Martin Peters
- David Platt
- Jamie Redknapp
- Paul Robinson
- Bryan Robson
- Wayne Rooney
- Kenny Sansom
- Paul Scholes
- David Seaman
- Alan Shearer
- Teddy Sheringham
- Peter Shilton
- Alan Smith
- Gareth Southgate
- John Terry
- Darius Vassell
- Ray Wilkins
- Dennis Wise
- Jonathan Woodgate
- Vivian Woodward
- Billy Wright
- Ian Wright